# Dymasius indigus
Dymasius indigus là một loài bọ cánh cứng trong họ Cerambycidae.